# Đảng Cải cách Hoa Kỳ
Đảng Cải Cách Hoa Kỳ là một đảng phái chính trị tại Mỹ được thành lập năm 1955 bởi Ross Perot. Trụ sở hiện đặt tại Bohemia New York. Đây là một Đảng phái không nổi tại Mỹ với số lượng đảng viên là khoảng hơn 18.000 đảng viên tại Mỹ.

## Sự thành lập
Perot, người đã nhận được 18,9% phiếu phổ thông như là một ứng cử viên độc lập trong cuộc bầu cử tổng thống năm 1992 và muốn tham gia vào cuộc bầu cử Tổng thống năm 1996, cho rằng người Mỹ đã không đồng ý với chính trị là tham nhũng và không thể giải quyết các vấn đề quan trọng. Perot tuyên bố đại diện cho một thay thế khả thi cho Đảng Cộng hòa và Dân chủ, và kết quả là thành lập Đảng Cải cách. Perot giành được 8,4% phiếu phổ thông vào năm 1996. Mặc dù ông không đến gần để giành chức Tổng thống Hoa Kỳ nhưng không có ứng cử viên thứ ba hoặc độc lập nào từ đó giành được số phiếu bầu cao như vậy.
Đảng đã đề cử một số ứng cử viên đáng chú ý trong những năm qua, như ông Perot, Pat Buchanan, và Ralph Nader, và cũng được tính trong số các thành viên của mình như Donald Trump, người sau này trở thành Tổng thống thứ 45 của Hoa Kỳ dưới một Vé của đảng Cộng hòa. Chiến thắng quan trọng nhất của nó đến khi Jesse Ventura được bầu làm Thống đốc bang Minnesota vào năm 1998, mặc dù ông rời đảng ngay trước nhiệm kỳ của mình. Vào khoảng năm 2000, các cuộc đấu đá nội bộ và vụ xì căng đan của đảng đã dẫn đến sự sụt giảm mạnh mẽ của đảng. Bắt đầu với sự xuất hiện nghèo nàn của Buchanan trong cuộc bầu cử năm 2000, không ứng cử viên nào của đảng Cải cách đã có thể đạt được ít nhất 1% phiếu bầu.

### Các phong trào
Đảng đã phát triển từ những nỗ lực của Ross Perot trong cuộc bầu cử tổng thống năm 1992, nơi mà hoạt động như một người độc lập - ông trở thành ứng cử viên đảng không phải là đảng lớn đầu tiên kể từ năm 1912 để được coi là đủ khả năng để giành chức Tổng thống. Perot đã tạo ra sự bùng nổ bằng cách tập trung vào các vấn đề tài chính như thâm hụt ngân sách liên bang và nợ quốc gia; các vấn đề cải cách của chính phủ như giới hạn về thời hạn, cải cách tài chính chiến dịch và cải cách vận động; và các vấn đề thương mại. Phần lớn những điều sau đây của anh ta được dựa trên niềm tin anh ta đang giải quyết các vấn đề quan trọng bị bỏ qua bởi hai điểm chính.
Một cuộc thăm dò của Gallup cho thấy Perot với một sự lãnh đạo mỏng, nhưng vào ngày 19 tháng 7, ông ta đã ngừng chạy đua, cáo buộc các điệp viên Cộng hòa đang đe dọa phá hoại đám cưới của con gái mình. Ông đã bị Newsweek buộc tội là "người bỏ học" trong một bài báo trên bìa trang công khai. Sau khi bắt đầu chiến dịch của mình vào ngày 1 tháng 10, Perot đã bị chú ý bởi tên "quitter" và các cáo buộc khác liên quan đến nhân vật của anh. Vào Ngày Bầu cử, nhiều cử tri đã bị nhầm lẫn về việc liệu Perot có thực sự là ứng cử viên hay không. Ông đã nhận được khoảng 18.9% phiếu bầu phổ thông, mức độ phổ biến kỷ lục không được nhìn thấy trong một ứng cử viên độc lập kể từ khi cựu Tổng thống Theodore Rốevelt chạy vào "Bull Moose" Đảng Progressive vào năm 1912. Ông tiếp tục tham gia chính trị sau cuộc bầu cử, chuyển tổ chức vận động (United We Stand America) thành một nhóm vận động hành lang. Một trong những mục tiêu chính của ông là thất bại của Hiệp định Thương mại Tự do Bắc Mỹ trong thời kỳ này.

## Bầu cử 1992

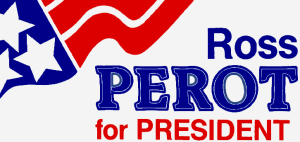
Logo tranh cử của Ross Perot 1996

Ban đầu, khi mùa bầu cử năm 1996 đến, Perot đã không tham gia cuộc thi để đề cử cho đảng Cải cách Đảng, kêu gọi người khác thử vé. Người duy nhất tuyên bố ý định đó là Dick Lamm, cựu Thống đốc Colorado. Sau khi Ủy ban Bầu cử Liên bang cho biết chỉ có Perot chứ không phải Lamm sẽ có thể đảm bảo các quỹ hợp nhất của liên bang - vì chiến dịch năm 1992 của ông như là một độc lập-Perot bước vào cuộc đua. Một số cảm thấy thất vọng vì Perot thay đổi ý định của mình, bởi vì theo quan điểm của họ, Perot đã làm lu mờ cuộc chạy đua của Lamm cho sự đề cử của đảng. Điều này được tạo ra từ khi bắt đầu một mảnh vỡ trong phong trào, khi nó được cho là những vấn đề nhất định trong quy trình chính - chẳng hạn như nhiều người ủng hộ Lamm không nhận được lá phiếu, và một số cử tri chính nhận được nhiều lá phiếu - là việc của Perot. Đảng Cải cách tuyên bố những vấn đề này bắt nguồn từ quá trình kiến nghị đưa Đảng Cải cách vào cuộc bỏ phiếu ở tất cả các tiểu bang vì đảng này tuyên bố họ sử dụng tên và địa chỉ của người ký đơn làm cơ sở nhận được lá phiếu. Các lá phiếu chính được gửi bằng thư tới cử tri được chỉ định. Cuối cùng, Perot được đề cử và ông đã chọn nhà kinh tế học Pat Choate làm ứng cử viên phó tổng thống của mình [4].

## Loại trừ khỏi các cuộc tranh luận
Từ năm 1992 đến năm 1996, Ủy ban về Các Cuộc tranh luận Tổng thống đã thay đổi các quy tắc của nó về cách ứng viên có thể hội đủ điều kiện để tham gia vào cuộc tranh luận tổng thống. Vì Perot đã làm rất tốt trong các cuộc tranh luận, đó là một động lực quyết định cho chiến dịch này khi Ủy ban phán quyết rằng ông không thể tham gia trên cơ sở các tiêu chí mơ hồ - chẳng hạn như một ứng cử viên cần phải được xác nhận bởi " số lượng đáng kể các tổ chức tin tức lớn ", với" đáng kể "là một số do Ủy ban quyết định dựa trên từng trường hợp cụ thể. Perot không thể đủ tiêu chuẩn cho cuộc tranh luận năm 1992 theo những quy tắc này, và có thể cho thấy nhiều vị tổng thống nổi tiếng khác của Mỹ cũng đã bị loại khỏi cuộc tranh luận hiện đại của Ủy ban về Các cuộc tranh luận của Tổng thống [4].
Mặc dù hoạt động pháp lý của nhóm Perot và 80% người Mỹ ủng hộ sự tham gia của ông trong các cuộc tranh luận, Ủy ban đã từ chối nhúc nhích và Perot đã giảm điểm của mình thông qua một loạt các quảng cáo "nửa giờ". Cuối cùng, Perot và Choate đã giành được 8% phiếu.